# Vágó Bernadett
Vágó Bernadett (Zalaegerszeg, 1980. május 4. –) magyar színésznő.

## Életpályája
Eredetileg gyógyszerész-asszisztensnek készült, de már az általános iskolában is foglalkoztatta a zene. Ének-zene tagozatos osztályba járt és 8 évig tanult hegedülni. 2001-ben felvételt nyert a Bartók Béla Zeneművészeti Konzervatórium opera-magánének szakára, ahol 2002-ben végzett. Ezt követően a Budapesti Operettszínházban működő Pesti Broadway Stúdió növendékeként tanult, és az Operettszínház egyik musicalsztárja lett, ahol 2024-ig dolgozott. 2025-től az Erkel Színház tagja.
Első jelentős szerepét a Rómeó és Júlia című musical Júliájaként kapta 2005-ben. Kerényi Miklós Gábor kérésére Szinetár Dóra helyére kellett beugrania a Szegedi Szabadtéri Játékokon. Azóta több főszerepet játszott. Alakíthatta Vetsera Máriát a Rudolf című musicalben, Vitai Georginát az Abigélben. 2008-ban Hermiát formálta meg a Szentivánéji álomban, Dolhai Attila partnereként. Még ebben az évben őt választották meg az Év Musical Színészévé. Az Elisabeth címszerepében nyújtott teljesítményéért a Színészkamarától megkapta a Színész I. minősítést. Az Operettszínházban alakított szerepei mellett szinkronszínészként is foglalkoztatják. Gyakran hallható, mint a mesék egyik kedvelt hangja, illetve Beren Saat török színésznő állandó magyar hangja.

### Magánélete
Férje Miller Zoltán színész, akivel 2017-ben házasodtak össze. Kislányuk, Bella 2017. október 13-án született.

## Színházi szerepek
- Lévay Szilveszter- Michael Kunze :Elisabeth- Elisabeth 2022 Győri Nemzeti Színház
- Müller Péter-Müller Péter Sziámi-Tolcsvay László: Isten pénze - Belle
- Móricz Zsigmond: Légy jó mindhalálig - Nyilas Misi
- Weöres Sándor: Holdbéli csónakos. - Pávaszem, Jégapó leánya
- Leslie Bricusse: Jekyll & Hyde - Sarah
- Bábok - Nő
- Szörényi Levente-Bródy János: István, a király - Gizella
- Houdini....Bess
- Andrew Lloyd Webber: Volt egyszer egy csapat - Kórustag
- Horváth Péter-Böhm György-Korcsmáros György: Valahol Európában - Éva, suhanc
- William Shakespeare-Gérard Presgurvic: Rómeó és Júlia - Júlia (2005, Szegedi Szabadtéri Játékok, majd Budapesti Operettszínház)
- Jack Murphy-Phoebe Hwang: Rudolf....Vetsera Mária
- Linda Woolverton: A Szépség és a Szörnyeteg - Belle, a Szépség
- Michael Kunze-Lévay Szilveszter: Elisabeth - Elisabeth (2007, Budapesti Operettszínház)
- Michael Kunze-Lévay Szilveszter: Mozart! - Nannerl (2007, Budapesti Operettszínház)
- Szabó Magda-Kocsák Tibor: Abigél - Vitay Georgina (2008, Budapesti Operettszínház)
- William Shakespeare-Kerényi Miklós Gábor: Szentivánéji álom - Hermia (2008, Budapesti operettszínház)
- Steven Sater: Tavaszébredés - Wendla
- Böhm György-Korcsmáros György: Szép nyári nap - Ria, az osztály bombázója (2009, Budapesti Operettszínház)
- Kállai István-Kerényi Miklós Gábor: Erdei kalamajka - Bolyhocska
- James Rado-Gerome Ragni: Hair - Jeannie (Szegedi Szabadtéri Játékok)
- Mission IMPROssible? (Improvizációs játék) - Szereplő (Budapesti Operettszínház)
- Impro és Kontra(Improvizációs játék) - szereplő (2010, Budapesti Operettszínház)
- Claude-Michel Schönberg: Miss Saigon - Ellen (2011, Budapesti Operettszínház)
- Claude-Michel Schönberg: Miss Saigon - Kim (2011, Budapesti Operettszínház)
- Szörényi Levente-Bródy János: Veled Uram! - Krisztina, Imre herceg menyasszonya (2012, Budapesti Operettszínház)
- Lévay Szilveszter-Michael Kunze–Daphne du Maurier: Rebecca – A Manderley-ház asszonya - Én (2012, Budapesti Operettszínház)
- Dave Stewart - Glen Ballard - Bruce Joel Rubin: Ghost - Molly Jensen (2013, Budapesti Operettszínház)
- Lévay Szilveszter - Michael Kunze: Marie Antoinette - Marie Antoinette (2016, Budapesti Operettszínház)
- Michael Schönberg - Alan Boublil: Les Misérables (A nyomorultak) - Fantine (2015, Szegedi Szabadtéri Játékok / 2016, Madách Színház)
- Kocsák Tibor - Miklós Tibor: Lady Budapest (Utazás) - Lady Ashton (2016, Budapesti Operettszínház)

## Szinkronszerepek
- Repcsik....Ishani
- Bűbáj...Giselle (Amy Adams)
- Kis hableány 3....Ariel
- A hercegnő és a béka....Tiana (Anika Noni Rose)
- Borsószem hercegkisasszony....Hercegkisasszony
- Bleach....Sun-Sun,
- Magi-Nation....Edyn
- Maricruz....Esther - Elizabeth Valdéz
- Pokémon (10-12. évad)....Dawn
- Jackie Nővér....Zoey Barkow
- Slayers, a kis boszorkány....Ozel, Rezo szolgája
- Barbie és a sellőkaland....Headry, Barbie barátnője; Barbie énekhangja
- Dr. House 5x21....A beteg felesége,
- Mercy angyalai 1x10
- Nemzet aranya 2.
- Médium 5x2....Victoria,
- Szellemekkel suttogó 3x13....Lisa
- Barbie, a sziget hercegnője....Barbie énekhangja
- Barbie és a gyémánt kastély....Barbie énekhangja
- Barbie és a három muskétás....Barbie énekhangja
- High School Musical Argentina....Agus énekhangja
- Csingiling és a nagy tündérmentés....Főcímdal
- Devil May Cry – Démonvadászok....Patty Lowell
- Szellemvadászok....Komagusu Miyako
- Szulejmán: Emine Hatun - Özlem Ünaldı
- Teen Wolf - Farkasbőrben - Allison Argent
- Totál Dráma: Indián-sziget - Scarlett
- Littlest Pet Shop - Katie Johnson
- Jégvarázs - Anna (Kristen Bell)
- Jégvarázs 2. - Anna (Kristen Bell)
- The Muppets - Mary
- The Imitation Game- A kódjátszma- Helen
- Reign- Az uralkodónő- Greer
- Bones (Doktor Csont); 09S08E - a halott élettársa
- Csillagainkban a hiba (TFIOS) - Monica/Isaac barátnője
- True Blood - Crystal Norris
- Bűbáj 2. ... Giselle (Amy Adams)
- Volt egyszer egy stúdió - Anna (Kristen Bell) Tiana (Anika Noni Rose)

### Beren Saat
| Film/sorozat magyar címe (bemutatás éve) | Film/sorozat eredeti címe | Karakter                |
| Tiltott szerelem (2008–2010)             | Aşk-ı Memnu               | Bihter Yöreoğlu Ziyagil |
| A szultána (2015–2017)                   | Muhteşem Yüzyıl: Kösem    | Kösem szultána          |
| Fatmagül (2010–2012)                     | Fatmagül'ün Suçu Ne?      | Fatmagül Ketenci Ilgaz  |

## Díjai
- Magyar Bronz Érdemkereszt (2025)[4]